# Оперативно изкуство
Оперативното изкуство е теория и практика по подготовка и водене на съвременните съвместни или самостоятелни операции на оперативните обединения от вида въоръжени сили. Определя начините за водене на операциите и дава данни на тактиката за водене на боя. Подчинено е на стратегията и е връзка между нея и тактиката.